# Futtetenne (Cristiano Malgioglio)
Futtetenne è il decimo album di Cristiano Malgioglio pubblicato nel 1992 dalla Sony.
È stato anticipato dal singolo I ragazzi napoletani, cantato in duetto col tenore Pietro Ballo, e accompagnato da un videoclip girato interamente a Napoli. Purtroppo in Italia non ha ottenuto il successo sperato, mentre all'estero ha avuto molto riscontro tanto da essere uscito in lingua spagnola col titolo Los chicos de Andalucia e in lingua brasiliana col titolo Os garatos brasileros. Entrambe queste due versioni sono presenti nell'album live En España. Escuchando a Isabel Pantoja del 1994.
Nel disco ci sono anche altri duetti, con Mario Merola nel brano Futtetenne e con Aldo Tagliapietra nel brano Belle époque (quest'ultimo in alcune raccolte è riportato anche col titolo alternativo Notte romantica).
Ci sono anche due successi del passato: Senti brano che Malgioglio scrisse per Marcella Bella nel 1976 e Mi mandi rose, brano di Agepê e Canário, che aveva adattato in italiano per Mina nel 1985 per il suo album Finalmente ho conosciuto il conte Dracula....
Contiene anche due cover, In privato è la versione italiana del famoso In private, scritto dai Pet Shop Boys e portato al successo da Dusty Springfield nel 1990 ed in seguito interpretato dagli stessi Pet Shop Boys con Elton John; Anna, è la versione italiana di Ana di Roberto Carlos.
L'ultimo brano del disco, Caro Berlusconi, è il remake (in chiave ironica) del brano Caro direttore che Malgioglio aveva scritto nel 1981 (contenuto nel suo album Artigli). 

## Tracce
1. I ragazzi napoletani (duetto con Pietro Ballo) (C. Malgioglio, Molco, Corrado Castellari)
2. Prego Dio che... (C. Malgioglio, L. Sayer, A. Tarney)
3. Senti (C. Malgioglio, Wando)
4. Brividi di cuore (C. Malgioglio, M. Chieregato)
5. Mi mandi rose (Todo prosa) (C. Malgioglio, Agepê, Canario)
6. Maschera (C. Malgioglio, M. Chieregato)
7. Futtetenne (duetto con Mario Merola) (C. Malgioglio, Erasmo Carlos, Roberto Carlos Braga)
8. In privato (In private) (C. Malgioglio, Neil Tennant, Chris Lowe)
9. Chiama quando vuoi (C. Malgioglio, L. Caccavo, E. Belmonte)
10. Anna (C. Malgioglio, E. Carlos, R. Carlos Braga)
11. Belle époque (duetto con Aldo Tagliapietra) (C. Malgioglio, Aldo Tagliapietra)
12. Caro Berlusconi (C. Malgioglio, C. Castellari)